# Contra a Democracia
Contra a Democracia (em inglês: Against Democracy) é um livro do filósofo político americano Jason Brennan. O livro contém as perspetivas críticas do escritor sobre a democracia, uma forma de governo na qual os direitos de governar são dados igualmente a todos os cidadãos, e defende a sua substituição pela epistocracia mais limitante, onde tais direitos são alcançados pelos que têm conhecimento. O livro foi publicado em 6 de setembro de 2016 pela Princeton University Press e foi traduzido para outros idiomas. A tradução alemã, Gegen Demokratie, publicada no ano seguinte, tornou-se um best-seller Der Spiegel.[carece de fontes?]
Brennan começa o livro agrupando os cidadãos em três categorias: hobbits (que se abstêm de votar e são descuidados), hooligans (irracionais e tendenciosos) e vulcanos (percetivos e desinteressados). Argumenta que a maioria dos cidadãos encaixa-se num destes dois primeiros rótulos, ou pelo menos enquadra-se em algum lugar do espectro, e daí em diante argumenta que ter o direito de votar exige que o eleitor seja semelhante a um vulcano. Brennan afirma que a maioria dos cidadãos é vulnerável à desinformação, com a qual eles sustentam pontos de vista tendenciosos, e também não estão interessados em obter conhecimento útil sobre política, o que é atribuível à ignorância racional. Mesmo que existam cidadãos semelhantes a vulcanos, o seu pequeno número quase não tem efeito nas eleições ou em qualquer decisão governamental.[carece de fontes?]
O livro apresenta a objeção de Brennan à utilidade da participação política ubíqua e da democracia deliberativa, sendo esta última, segundo ele, alcançável apenas se todos os deliberadores se comportarem como vulcanos, ou seja, respeitarem as diferentes opiniões. Os argumentos a favor da democracia que Brennan aborda e contra os quais argumenta incluem argumentos de consentimento e da responsividade do governo. Brennan propõe diversas formas de governo epistocrático, entre as quais o sufrágio restrito e o voto plural, e discorda de argumentos a favor da democracia baseados em teoremas matemáticos.[carece de fontes?]
Against Democracy foi aplaudido por abordar o tema raramente discutido da democracia e a sua legibilidade para leitores leigos. Críticas foram feitas à descrição de Brennan da maioria dos cidadãos como tendenciosa devido à confirmação do grupo interno. O facto de Brennan não se aprofundar nas causas subjacentes dos problemas que atribui à democracia e o potencial de abuso de um sistema epistocrático também foram alvos de críticas. Os críticos também observaram que o uso de investigações por Brennan para comprovar a sua afirmação, que sugere que a ignorância é generalizada entre os eleitores, não leva em consideração os académicos que expressaram ceticismo quanto à sua confiabilidade.[carece de fontes?]

## Sinopse
No primeiro capítulo, Jason Brennan categoriza os cidadãos em três categorias:[carece de fontes?]
1. Hobbits: Eles são indiferentes à política e, portanto, não têm opiniões fixas sobre questões políticas. Para eles, a vida quotidiana, em vez de estarem cientes da política, deve ser priorizada e, por isso, eles desconhecem as questões políticas atuais, bem como as teorias e os dados científicos necessários para entendê-las. O típico não-eleitor americano é um hobbit.[carece de fontes?]
2. Hooligans: Descritos como "fãs fanáticos por política", eles têm opiniões políticas fixas e podem apresentar argumentos para apoiar os seus pontos de vista. No entanto, eles são incapazes de elucidar pontos de vista que conflitam com os seus e geralmente são tendenciosos no consumo de informações, buscando apenas aquelas que condizem com o que acreditam e rejeitando as outras que as contradizem. Esta categoria inclui a maioria dos eleitores e políticos normais.[carece de fontes?]
3. Vulcanos: Eles pensam de forma mais científica e racional sobre política. As suas opiniões são ditadas por evidências e fundamentadas em ciências sociais e filosofia. Os vulcanos podem elaborar pontos de vista contrários de uma forma que satisfaça o ouvinte que os sustenta e também seja tolerante com eles. Ser um vulcano é ser imparcial e, como ninguém é imparcial, ninguém pode ser um "verdadeiro vulcano".[carece de fontes?]

Brennan escreve que a maioria dos cidadãos pertence a uma das duas primeiras categorias ou pelo menos  enquadra-se em algum lugar do espectro e, por isso, acredita que eles devem ficar longe da política. Ele acredita que a liberdade política e a participação não são inerentemente boas e podem levar esses cidadãos a resultados que os prejudicam a si mesmos ou a outros. Brennan menciona três justificativas para a democracia: que ela leva a resultados mais positivos do que qualquer outra forma de governo, torna as pessoas mais esclarecidas e educadas e, intrinsecamente, é benéfica, e Brennan argumenta o contrário. Neste capítulo, ele também escreve um esboço de todos os oito capítulos subsequentes.[carece de fontes?]
No segundo capítulo, Brennan afirma que os cidadãos são suscetíveis de serem manipulados por desinformação, como teorias da conspiração, por não terem conhecimento suficiente ou serem informados de evidências, e mostra dados que comprovam o quão geralmente os americanos são ignorantes quando questionados sobre a sua história nacional e a posição dos políticos em certas questões. Além disso, Brennan explica que os cidadãos mal se importam em obter conhecimento porque veem que o custo de fazê-lo tende a não lhes dar os benefícios que esperam, também conhecido como ignorância racional. Brennan acrescenta que mesmo que um cidadão tenha adquirido conhecimento suficiente de política, o voto do cidadão quase não tem efeito significativo na eleição. Também é comum o viés de confirmação, no qual alguém se apega a posturas em que acredita e busca evidências que possam apoiá-las, enquanto ignora evidências que vão contra elas, bem como o favoritismo dentro do grupo, que faz com que alguém tenha ódio de qualquer grupo de visões diferentes.[carece de fontes?]
O terceiro capítulo discute a participação política, pela qual os cidadãos são obrigados a votar para se tornarem mais compreensivos ou interessados em política, para o qual Brennan argumenta o contrário. Brennan faz uma analogia com os estudantes de filosofia que obtiveram seus diplomas devido a eles já terem se interessado em filosofia. Brennan continua a falar sobre democracia deliberativa, que abrange diversos tipos de democracia que fazem as pessoas se reunirem para compartilhar e discutir ideias, para que um consenso sobre qual ação ou visão a ser tomada possa ser alcançado. As regras para conduzir tal deliberação incluem que os participantes sejam consistentes, sinceros e competentes; que todas as formas de coerção e manipulação sejam evitadas; e que todos tenham o mesmo direito de opinar. Como Brennan sugere, a maioria das pessoas são hooligans em vez de vulcanos, então o processo de deliberação seria cheio de defesa de seus respetivos pontos de vista e enganando uns aos outros em confusão ou uma conclusão incorreta.[carece de fontes?]
No quarto capítulo, Brennan argumenta que a democracia empodera grupos, não indivíduos, e analisa uma série de argumentos a favor da democracia. O primeiro é o argumento do consentimento, que afirma ser imperativo possuir liberdades políticas e participar politicamente para expressar consentimento ao governo ou construir uma relação consensual com ele. Segundo ele, se um eleitor vota num partido político e este não vence, então o eleitor, sem dar consentimento, tem que viver sob regras impostas pelo partido vencedor, que eventualmente governa. Outro argumento a favor da democracia é que ela torna o governo sensível aos interesses do indivíduo, ao qual Brennan opõe-se, alegando que um indivíduo não faz nenhuma mudança, ou mesmo que faça, a probabilidade é minúscula, visto que compartilha o mesmo poder que qualquer outro voto individual. Brennan ilustra que, se um cidadão vive nos Estados Unidos, dos quais 210 milhões são eleitores legais, então o cidadão tem um em 210 milhões de votos.[carece de fontes?]
O quinto capítulo apresenta as visões de Brennan sobre a solidez dos argumentos semióticos a favor da democracia, que sustentam que o respeito é simbolizado pela presença de poder igual para todos, e pelos quais os oponentes da epistocracia argumentam que a epistocracia leva à exclusão de certos grupos e distribui o poder político a um número desigual. Brennan acrescenta que a epistocracia visa encontrar melhores resultados para pessoas que têm melhor julgamento em questões políticas. Brennan continua falando sobre epistocracia no sexto capítulo, onde conclui que existem justificativas presuntivas para escolher a epistocracia em vez da democracia, e no sétimo capítulo, ele refuta as defesas da democracia baseadas em teoremas matemáticos, pelos quais os proponentes sugerem que, mesmo que a maioria dos eleitores seja ignorante, ainda é possível obter decisões competentes.[carece de fontes?]
No oitavo capítulo, Brennan apresenta uma série de formas epistocráticas de governo, as quais, segundo ele, possuem diversas instituições comparáveis à democracia, mas com uma diferença marcante na distribuição do direito ao voto. Essas formas incluem o sufrágio restrito, em que os cidadãos são submetidos a exames pelos quais os que obtêm uma pontuação baixa são eliminados do poder político; e o voto plural, em que os cidadãos têm um voto por padrão, mas, como foram aprovados em exames para demonstrar o seu conhecimento, recebem mais votos. Brennan prossegue abordando contra-argumentos à epistocracia, como a objeção demográfica, que afirma que o conhecimento político é disseminado de forma desequilibrada entre todos os grupos demográficos. O nono capítulo é um "pequeno posfácio" no qual ele opina que a política tornou-se uma ferramenta para antagonizar uns aos outros, o que, consequentemente, decorre da própria natureza da política, que coloca as pessoas em "relações genuinamente adversas".[carece de fontes?]

## Lançamento
A Princeton University Press publicou a versão de capa dura em 6 de setembro de 2016, e a versão de bolso em 26 de setembro de 2017. Against Democracy foi traduzido para vários idiomas. Foi traduzido para o alemão por Stephan Gebauer sob o título Gegen Demokratie . Publicado pela Ullstein Verlag em 7 de abril de 2017, tornou-se um best-seller da Der Spiegel . Uma tradução sueca, Efter demokratin (Depois da Democracia), foi publicada pela Timbro förlag em 23 de novembro de 2017. No mesmo ano, a Gradiva publicou a tradução em português, intitulada Contra a Democracia. A tradução em espanhol, Contra la democracia, feita por Ramón González Férriz, foi publicada pela Deusto em 26 de abril de 2018.

## Recepção
Em Essays in Philosophy, Valerie Soon descreveu o livro como "uma obra de teoria política não ideal, elegantemente argumentada e empiricamente fundamentada", cujo conteúdo pode ser útil para filósofos políticos cuja especialização é a relação entre teoria ideal e não ideal, e escreveu que o "estilo sucinto e concreto" empregado por Brennan torna a leitura compreensível para leitores em geral. No entanto, Soon argumentou contra várias suposições apresentadas por Brennan, incluindo uma que dizia que uma pessoa com mais conhecimento tem maior probabilidade de ser justa e tem viés cognitivo reduzido. Num artigo para o The Washington Post, o professor de direito Ilya Somin elogiou-o por "apresentar um forte argumento de que o direito do eleitorado atual de governar não é tão defensável quanto gostaríamos de supor". Apesar do facto de que as ideias epistocráticas de Brennan estão longe de serem implementáveis à escala nacional, Somin acrescenta que elas merecem consideração aprofundada.

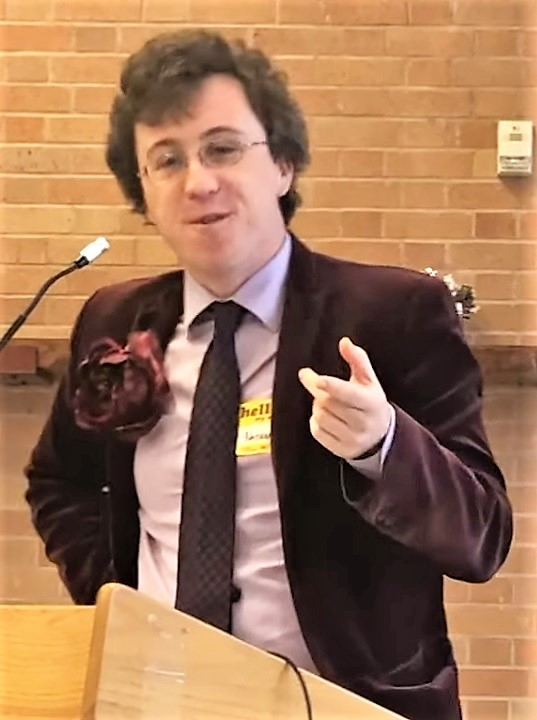
Nathan J. Robinson em 2020. Escrevendo uma resenha para a Current Affairs, Robinson pensou que Brennan deveria ter abordado o potencial de abuso da epistocracia.

Simone Chambers, do Perspectives on Politics, que chamou Contra a Democracia de "provocativo", comentou que, como sugere o próprio título, o que é discutido principalmente na obra não são detalhes da epistocracia, mas sim a contestação à democracia. Chambers acrescentou que o livro concentra-se mais em defender a epistocracia do que em se ela é alcançável ou útil para a sociedade. No segundo capítulo, Chambers escreveu que, embora Brennan aborde a questão de como a maioria dos americanos não possui conhecimento político suficiente e a relação entre a identidade de grupo e as preferências políticas, Chambers sugeriu que Brennan deveria tê-las analisado com mais profundidade, em vez de "desperdiçar a oportunidade". Chambers também  mostrou-se ambivalente em relação à descrição de Brennan da "maioria dos eleitores regulares" hoje em dia, que representam os hooligans, e afirmou que isso era falso mesmo nos Estados Unidos, de onde provêm principalmente os dados citados no livro, escrevendo sobre "muitas evidências de que os humanos são pensadores dentro/fora do grupo e que a identidade de grupo é usada como um atalho na articulação de preferências".
A crítica do Los Angeles Times, Molly Sauter, escreveu que os argumentos de Brennan em desacordo com a democracia "parecerão solidamente argumentados, até mesmo animados, mas não particularmente novos" para qualquer pessoa versada na teoria democrática e na insatisfação resultante, afirmando que Against Democracy consegue lidar com o assunto intocado da democracia e gostaria que Brennan desse mais atenção às causas subjacentes do problema descrito. Em uma coluna de 2017, Nathan J. Robinson da  Current Affairs referiu-se ao livro como "a tentativa mais espirituosa e abrangente de uma justificação filosoficamente coerente do governo despótico" entre vários que foram publicados desde 2016, mas criticou o autor por não abordar a vulnerabilidade da epistocracia sendo usada para viés de confirmação e o seu potencial para ajudar a restaurar hierarquias abolidas, como as leis Jim Crow.
Kevin J. Elliott, do Contemporary Political Theory, elogiou o livro "estimulante" pela sua dependência de publicações empíricas ao abordar tópicos como competência e comportamento dos eleitores, mas lamentou que ele não leve em consideração as críticas a esses dados. Por exemplo, o livro apresenta investigações sobre o baixo desempenho dos cidadãos na tomada de decisões competentes devido à sua falta de conhecimento, mas não cita académicos que questionem a sua confiabilidade. Roslyn Fuller, da Los Angeles Review of Books, opinou que o livro apresenta uma "falta de originalidade", já que a ideia de um governo sendo governado apareceu desde a era da Grécia Antiga, mas "é provavelmente muito significativo. As ideias de Brennan podem muito bem ser impopulares entre o público em geral, mas suspeito que não estaríamos a ler sobre elas se não fossem extremamente populares em alguns círculos. Isto, por si só, é certamente um assunto para reflexão."